# Jan Peters (Informatiker)

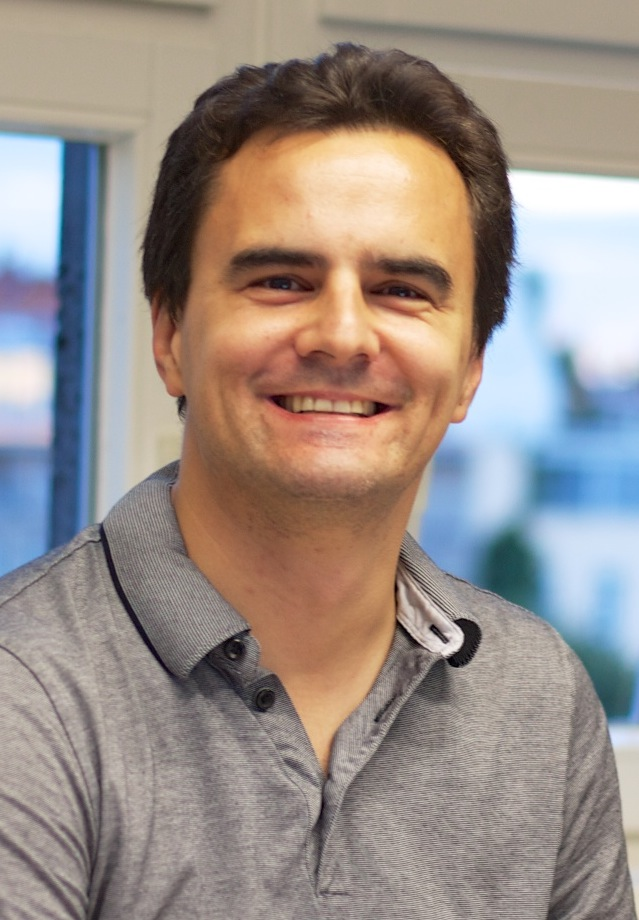
Jan Peters (2012)

Jan Peters (* 14. August 1976 in Hamburg) ist ein deutscher Wissenschaftler der Informatik, der Robotik und des Maschinellen Lernens.

## Leben
Er ist Professor an der Technischen Universität Darmstadt, an der er die Leitung des Fachgebiets Intelligente Autonome Systeme am Fachbereich Informatik innehat. Er ist durch seine Beiträge zum Maschinellen Lernen für autonomen Robotik, insbesondere zum Reinforcement Learning (dt. Bestärkenden Lernen)  bekannt geworden.
Im Januar 2013 wurde Peters von der Institute of Electrical and Electronics Engineers mit den Robotics & Automation Early Career Award ausgezeichnet und im August 2013 durch die International Neural Network Society mit dem Young Investigator Award. Im Jahr 2015 erhielt Peters vom ERC einen Starting Grant in Höhe von 1,4 Millionen Euro, den höchstdotierten Förderpreis der EU für junge Forscher.
Im Jahr 2019 wurde Jan Peters von der IEEE zum IEEE Fellow ernannt und als einziger deutscher Forscher in die 2019 Class of IEEE RAS Fellows aufgenommen.

## Schriften
- Jens Kober, Jan Peters: Learning Motor Skills. From Algorithms to Robot Experiments. Springer Verlag, 2014, ISBN 978-3-319-03193-4.
- Jan Peters: Machine Learning for Robotics. VDM, 2008, ISBN 978-3-639-02110-3.